# Accident ferroviaire de Ngondji
L'accident ferroviaire de Ngondji est une catastrophe qui a impliqué, le 30 juin 2019, un train de marchandises et un train minéralier, dans la localité de Ngondji, dans le département du Kouilou en république du Congo. Le bilan s'élèverait à 16 morts.

## Circonstances
Le 30 juin 2019 vers 23 heures, entre en gare de Ngondji, petite bourgade située à 18 km de la ville de Pointe-Noire, un train minéralier appartenant à la société Sapro SA, propriété de l'homme d'affaires Paul Obambi. Ce train en provenance de Mayoko, à 300 km de Pointe-Noire, dans le département du Niari, transportait du minerai de fer,.
Les freins défectueux du train l'ont empêché de stationner en gare afin d'effectuer les manœuvres de croisement d’usage. Dépassant de plus de 2 km la gare, il percute un autre train transportant des conteneurs et qui roulait en sens inverse, en provenance de la gare de Tié Tié.
La violence du choc a fait dérailler les deux trains, éventré de même que projeté des conteneurs.

## Bilan
Le bilan, en plus d'importants dégâts matériels, est de 16 morts (douze hommes, trois femmes et un enfant en bas âge), dont trois cheminots, et de 25 blessés. Ces derniers ont été répartis entre les hôpitaux généraux de Loandjili et Adolphe Sicé de Pointe-Noire.
Hormis les cheminots, les victimes sont principalement des passagers clandestins,.